# Батиєва гора
Батиєва гора — історична місцевість, селище у м. Києві. Розташована на схилі пагорба над річкою Либідь і залізницею між Протасовим і Кучминим ярами. Орієнтовні межі — по вулиці Кучмин Яр, початковій частині вулиці Романа Ратушного, Городній вулиці та залізницею.

## Історія
На сучасній Батиєвій горі 1862 року археологом Яковом Волошинським було розкопано курганні могильники Зарубинецької культури (II—IV ст. н. е.), що існували на місці сучасних вулиць Привітної та прилеглих до неї частин вулиць Локомотивної, Дружньої. 
В пізніший час тут, ймовірно, існувало поселення, однак жодних досліджень не проводилося, розташування невідоме.
Вперше назва зафіксована на картосхемах Києва за 1861 і 1874 роки як Батіеві могили (від кургана могильника Баті — походження назви не встановлено, до хана Батия, як досі вважалося, відношення не має). До кінця XIX ст. місцевість належала Софійському митрополичому дому і використовувалася як вигін для худоби.
Селище Батиєва гора виникло 1898 року як поселення робітників-залізничників. У 1909 році поселення було включено до складу Києва. У 1911 році в селищі було 10 вулиць і 1 провулок. До наших днів збереглося історичне планування та значна частина первісної одноповерхової садибної забудови. Тоді ж сформувалася мережа вулиць, що збереглася донині — близько 15 вулиць і провулків.
Розширення залізничного вузла та розбудова паровозного депо потребували покращення водопостачання. Тому 1905 року на Батиєвій горі було виокремлено ділянку із земель Паньківської дачі для влаштування резервуарів, вода з яких мала б використовуватися для заправки паровозів. У 1911–1913 роках тут побудували два залізобетонних резервуари. Воду привозили з Десни й накачували в резервуари, а звідти вона вже надходила до паровозного депо під власним тиском. У серпні 1914 року петербурзька фірма «Железобетон» мала розпочати зведення поряд із резервуарами залізобетонної водогінної вежі місткістю 24 тис. відер. Вартість будівництва мала становити 45 тис. рублів. У вересні 1914 року було подано на розгляд проект башти, але через початок Першої світової війни її так і не побудували. 2003 року ж року в одному з резервуарів відкрито церкву, присвячену іконі Божої Матері Одигітрія.
1914 року мешканці Батиєвої гори подали клопотання щодо будівництва у селищі церкви. На найвищій точці, де згодом звели кінотеатр «Вогник» (стик вулиць Романа Ратушного, Докучаєвської, Привітної), поставили великого хреста — там мав бути храм. Однак клопотання було відхилено. Пізніше, 1916 року, в пристосованому приміщенні двоповерхової дерев’яної школи на вулиці Городній, 14 відкрили Троїцький храм. Церква розташувалася на другому поверсі, на першому був причт. Поряд стояла дзвіниця. 1931 року церкву закрили, будівлю згодом було втрачено. 2001 року на вулиці Городній у пристосованому приміщенні відкрили нову Троїцьку церкву.
1936 року силами Південо-Західної залізниці було зведено однокомплектну двоповерхову школу № 26 на 400 учнів за проектом 110 архітектора Олекси Повстенка. Школу здали 1 серпня 1936 року. Нині це — школа № 60
До 1950-х років вулиці мали назву вулиць-ліній (1-ша - 10-та лінії), сучасні назви — з 1958 року.
У 1950-х на Батиєвій горі почали споруджувати багатоквартирні житлові будинки. 

## Галерея

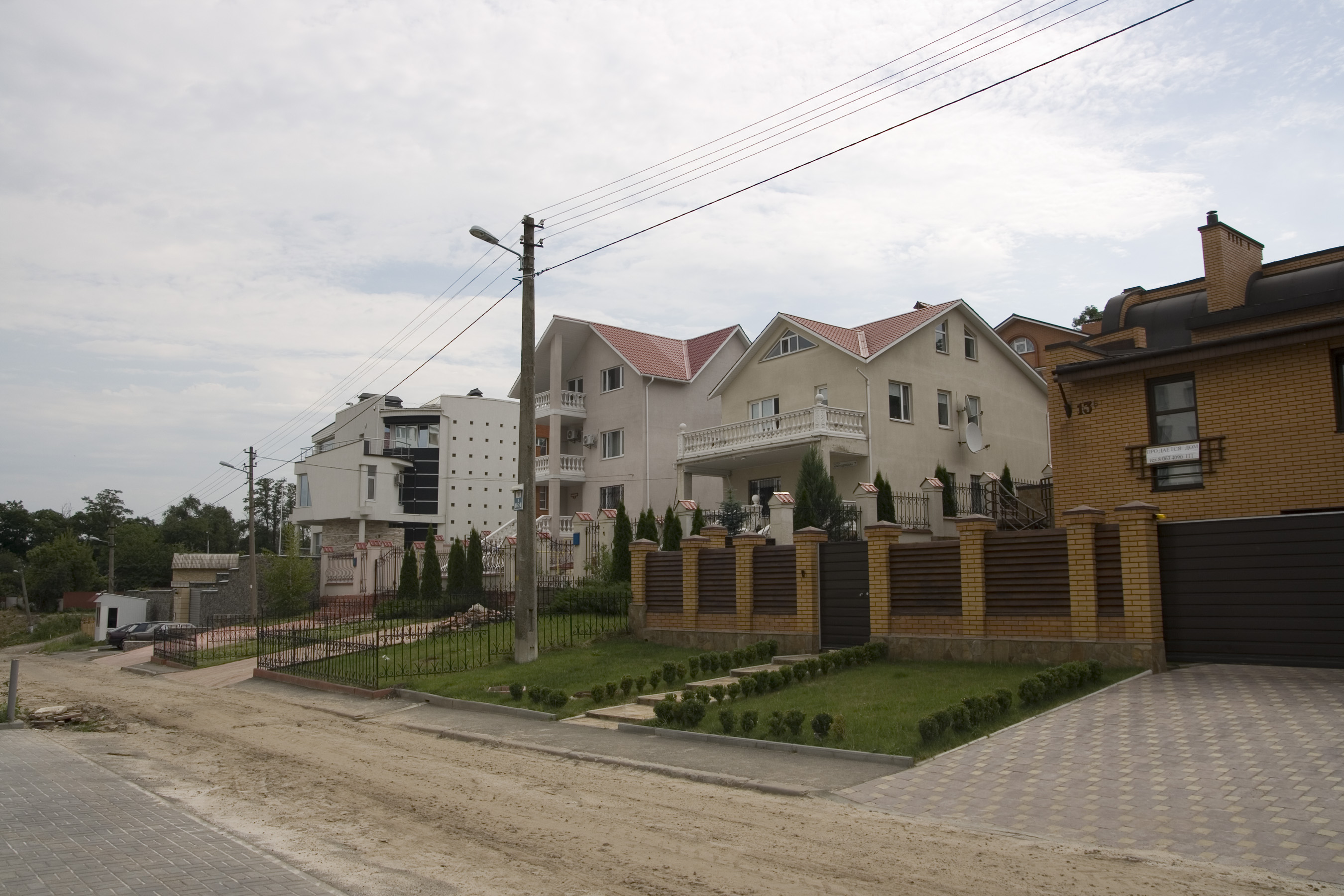
Вулиця Кучмин Яр

-->